# Civil War (nummer)
Civil War is een nummer van de hardrockband Guns N' Roses dat oorspronkelijk verscheen op het album Nobody's Child: Romanian Angel Appeal, een album ter welzijn van de Roemeense wezen. Het nummer verscheen later op het album Use Your Illusion II als de eerste single van de Use Your Illusion Albums. Het lied is een protest tegen oorlog, met teksten als "It feeds the rich while it buries the poor". Het is tevens ook het laatste nummer waarop drummer Steven Adler is te horen, die tijdens de opnames van de Use Your Illusion albums werd ontslagen. Het nummer werd op 3 mei 1993 op single uitgebracht.

## Oorsprong
Civil War is bedacht door Guns N' Roses-leden Axl Rose, Slash en Duff McKagan. Slash beweert dat hij het instrumentale gedeelte vlak voor de concertreeksen van Appetite for Destruction in Japan heeft geschreven.

## Achtergrond
De single werd een hit in Spanje, Noorwegen, het Verenigd Koninkrijk  Ierland, het Nederlandse taalgebied en Oceanië. In thuisland de Verenigde Staten en in Canada behaalde de single géén notering in de hitlijsten. In  Australië werd de 45e positie bereikt, Nieuw-Zeeland de 27e,  Spanje de 2e, Noorwegen de 10e, Ierland de 15e en in het
Verenigd Koninkrijk de 11e positie in de UK Singles Chart.
In Nederland was de single in week 20 van 1993 Alarmschijf op Radio 538 en werd veel gedraaid op de landelijke radiozenders. De single werd zodoende een radiohit en bereikte de 22e positie in de Nederlandse Top 40 en de 16e positie in de destijds nieuwe publieke hitlijst op Radio 3; de Mega Top 50.
In België bereikte de single de 39e positie in de voorloper van de Vlaamse Ultratop 50. In de Vlaamse Radio 2 Top 30 en de voorlopervan de Waalse Ultratop 50 werd géén notering behaald.
Sinds de editie van december 2020 staat de single genoteerd in de jaarlijkse NPO Radio 2 Top 2000 van de Nederlandse publieke radiozender NPO Radio 2, met als hoogste notering een 717e positie in 2022.

## Tekst
Het nummer bevat ook vele verwijzingen naar vroegere (militaire) gebeurtenissen:
- Het lied is opgenomen terwijl de VS een grote militaire operatie uitvoerden in Irak. Het nummer zou dus een protest tegen deze oorlog kunnen zijn.
- De regel "Did you wear a black armband when they shot the man who said 'Peace could last forever" verwijst naar de dood van Martin Luther King.
- De daaropvolgende regel is: "And in my first memories they shot Kennedy". Het is niet duidelijk of hij het heeft over de moord op John F. Kennedy (1963), toen Rose nog maar anderhalf jaar oud was en de andere leden zelfs nog niet waren geboren. Omdat deze regel direct volgt op de bovenstaande (over de moord op Martin Luther King), zou het ook goed kunnen gaan over de moord op Robert Kennedy, die ook in 1968 werd vermoord.
- Civil War eindigt met woorden "What's so civil about war anyway", wat een woordspeling betreft met de dubbele betekenis van het woord civil (civil betekent in dit verband 'beschaafd'; Civil War betekent burgeroorlog).
- Het nummer begint met een bekende speech van Strother Martin uit de film Cool Hand Luke, die als volgt gaat:
"What we've got here is... failure to communicate. Some men you just can't reach. So you get what we had here last week, which is the way he wants it... well, he gets it. I don't like it any more than you men."

## NPO Radio 2 Top 2000
| Nummer met noteringen in de NPO Radio 2 Top 2000 | '20 | '21 | '22 | '23 | '24 |
| ------------------------------------------------ | --- | --- | --- | --- | --- |
| Civil War                                        | 998 | 936 | 717 | 827 | 795 |

1. ↑  Een vetgedrukt getal geeft de hoogste notering aan.
2. ↑  2020 was het eerste jaar met een notering voor dit nummer.